# 达勒姆 (下萨克森州)
达勒姆是德国下萨克森州的一个市镇。总面积17.02平方公里，总人口506人，其中男性259人，女性247人（2011年12月31日），人口密度30人/平方公里。